# Frauke Büchner
Frauke Büchner (* 15. Juli 1943 in Pethau) ist eine deutsche Religionspädagogin.

## Leben
Büchner studierte Germanistik, Philosophie, Pädagogik und evangelische Theologie in Tübingen, Heidelberg und Berlin. Mit einer Arbeit über Thomas Murner promovierte sie 1974 an der Kirchlichen Hochschule Berlin.  Nach der universitären Ausbildung arbeitete sie zunächst als Religionslehrerin. Bis zum 31. Juli 2008 war sie als Dozentin am Pädagogisch-Theologischen Institut der Evangelischen Kirche der Kirchenprovinz Sachsen in Drübeck tätig. Neben der Ausbildung von Religionslehrern erarbeitete sie Materialien für den Religionsunterricht für Schüler und Lehrer, vornehmlich zum Evangelischen Religionsunterricht und zur Evangelischen Religionspädagogik. Zusammen mit Karl Friedrich Haag und Albrecht Willert war sie Herausgeberin der Reihe Studienbuch Religionsunterricht Sekundarstufe II. Fragen, Positionen, Impulse. 2003 war sie Verfasserin der Rahmenrichtlinien Gymnasium, Evangelischer Religionsunterricht: Schuljahrgänge 5–12. für das sachsen-anhaltische Schulgesetz.
Nach ihrer Pensionierung leitet die Pastorin noch zahlreiche Kurse des Pädagogisch-Theologischen-Instituts und lebt in Landolfshausen.

## Publikationen

### Autorschaft
- Thomas Murner: sein Kampf um die Kontinuität der kirchlichen Lehre und die Identität des Christenmenschen in den Jahren 1511–1522. Berlin 1974, Dissertation Kirchliche Hochschule.
- Der Jude Jesus und die Christen: Kritisches und Kreatives zu Matthäus 1–6. Vandenhoeck und Ruprecht, Göttingen 1993,
- Perspektiven Religion. Arbeitsbuch für die Sekundarstufe II. Vandenhoeck und Ruprecht, Göttingen 2000.
- Rahmenrichtlinien Gymnasium, Evangelischer Religionsunterricht: Schuljahrgänge 5–12 ; angepasste Fassung gemäß Achtem Gesetz zur Änderung des Schulgesetzes des Landes Sachsen-Anhalt vom 27. Februar 2003.
- mit Nathan Peter Levinson: 77 Fragen zwischen Juden und Christen. Vandenhoeck und Ruprecht, Göttingen 2001.
- mit Ulrich Becker, Bernhard Dressler und Dietlinde Jessen: Versöhnung lernen – 9./10. Klasse: Religion – Lehrerband. Persen 1998.

### Herausgeberschaft (Auswahl)
- Paulus. Diesterweg, Braunschweig 2011.
- Evolutionstheorie und Bildung: Beiträge zum „Darwin-Jahr“. Diesterweg, Braunschweig 2009.
- Religion im Integrationsprozess. Diesterweg, Braunschweig 2009.
- Kindertheologie. Diesterweg, Braunschweig 2005.
- Interreligiöses Lernen. Diesterweg, Frankfurt/M. 2003.
- Bildung und Diakonie. Diesterweg, Frankfurt/M. 2002.